# Île-Tudy
Ile-Tudy é uma comuna francesa na região administrativa da Bretanha, no departamento Finisterra. Estende-se por uma área de 1,26 km². Em 2010 a comuna tinha 753 habitantes (densidade: 597,6 hab./km²).